# Clínica con música
Clínica con música es una película cómica argentina estrenada el 4 de abril de 1974. dirigida por Pancho Guerrero y protagonizada por un amplio elenco en el que se incluían a Marta Bianchi, Carlos Perciavalle, Antonio Gasalla y Thelma Stefani.
En este film debutaron cinematográficamente los capocómicos Antonio Gasalla y Carlos Perciavalle. 
Como solía ocurrir habitualmente con las películas  de Isabel Sarli, Clínica con música también fue perseguida durante la Dictadura militar y censurada en otros países como Colombia por su alto contenido erótico.

## Sinopsis
De retorno de uno de sus frecuentes viajes al extranjero, la Dra. Bevilaqua (Thelma Stefani) retoma la dirección de una clínica de características muy especiales. En ella se tratan solo problemas relacionados con el sexo y los clientes que acuden a buscar remedio a sus males son en consecuencia personas "muy especiales". Pero pronto deponen todas sus reservas cuando comprueban que, además de no haber un solo hombre en el personal, excepto el portero, la terapia que allí se aplica es realmente placentera. Así aparece un cliente a quien no le atrae las mujeres y quiere saber por qué (Carlos Perciavalle); otro que se cree Tarzán (Antonio Gasalla), uno obsesionado por las revistas pornográficas (Julio López), y otro que no puede intimar con su propia mujer (Norman Briski), entre muchos otros, que al final del año serán dados de alta y despedidos en una fiesta con diplomas y todo, mientras los nuevos "alumnos" esperan impacientes para comenzar el curso.

## Elenco
- Marta Bianchi como Graciela.
- Carlos Perciavalle como Edison Smith.
- Antonio Gasalla como Tarzán.
- Thelma Stefani como la Dra. Bevilacqua.
- Norman Briski como Rosendo.
- Roberto Escalada como el Suegro de Rosendo.
- Alberto Anchart (h) como Alberto.
- Linda Peretz como la novia de Alberto.

- Moria Casán como Moria.
- Beba Granados como Inés.

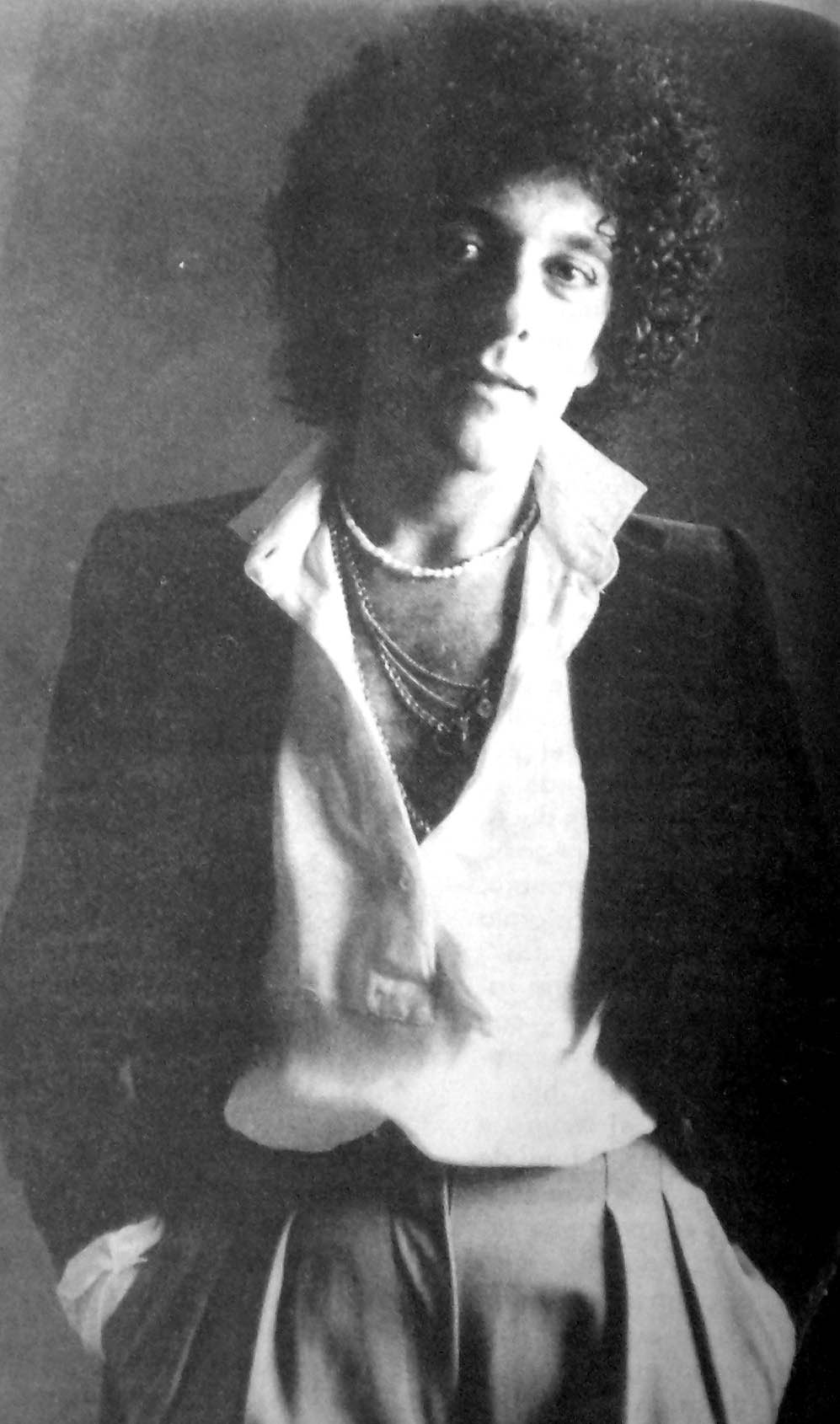
Antonio Gasalla como Tarzán.

- Julio López como Julián, Paciente obsesionado con chicas en revistas.
- Juan Alberto Mateyko como Paciente obsesionado con mujeres negras.
- Zulma Grey como La mucama.
- Horacio Bruno
- Carmen Vallejo como la  Sra. Bonazzera Smith.
- Raimundo Soto como el Sr. Ludovico Bonezzera Smith.
- Adriana Aguirre como Chica erótica.
- Oscar Viale como el Fermín, el portero.
- Liliana Cevasco como Enfermera erótica 1.
- Isabel Giosa como Enfermera erótica 2.
- Alicia Leoni como Enfermera erótica 3.
- Juan Carlos "El Flaco" García, como Ferguson.
- Adriana Tasca  como Marilú.[2]
- Tulio Loza
- Raquel Álvarez
- Graciela Arce
- Juan Carlos García
- Adriana Garcia Forte
- Susana Gilart
- Liliana Lezama
- Ludovica
- René Tenembaum como el último paciente que ingresa al final del film.